# Conquistador!
Conquistador! – studyjny album pianisty Cecila Taylora nagrany 6 października 1966 i wydany w tym samym roku.

## Historia i charakter albumu
Album ten został nagrany w pięć miesięcy po Unit Structures i jest w pewien sposób łatwiejszy do słuchania. Częściowo jest to skutkiem pomniejszenia zespołu o jednego muzyka do sekstetu. Pomniejszeniu uległa sekcja instrumentów dętych do trąbki i saksofonu altowego, co wyraźnie poprawiło czytelność muzyki, nie pozbawiając jej zarazem głównych cech artyzmu Taylora, między innymi "energii". 
Nową jakość wprowadził do muzyki trębacz Bill Dixon, który jeśli chodzi o moc i ton dorównywał Milesowi Davisowi. Jego trąbka miała przenikający ciemny ton i nadała muzyce inną barwę dźwiękową. Był również bardziej liryczny od Lyonsa, co nadawało utworom charakterystyczne kontrastowe napięcie.
Na oryginalnym albumie analogowym na każdej ze stron płyty znalazł się tylko jeden utwór. Wyprzedził w tym Taylor samego Davisa, który nagra tak album In a Silent Way w 1969 r.
Tak jak i poprzedni album Taylora, tak i ten jest przykładem kolektywnej improwizacji. Eksploruje wszelkie możliwości, które umożliwia kolektywny, improwizatorski jazz. Dla Taylora "forma jest możliwością" i te dwa utwory albumu to demonstrują.
Do cyfrowego wydania albumu (CD) dodano alternatywną wersję "With (Exit)". Jest ona o dwie minuty krótsza i nagrana wcześniej od wersji, która znalazła się na oryginalnym albumie. Jest zdecydowanie bardziej trudna w odbiorze i to ukazuje także zmiany jakich dokonał Taylor nagrywając ostateczną wersję.

## Muzycy
- Cecil Taylor – fortepian, dzwonki
- Bill Dixon – trąbka
- Jimmy Lyons – saksofon altowy
- Henry Grimes – kontrabas
- Alan Silva – kontrabas
- Andrew Cyrille – perkusja

## Spis utworów
Album analogowy
Strona pierwsza
1. Conquistador [17:51]

Strona druga
1. With (Exit) [19:17]

Dysk (CD)
1. Conquistador
2. With (Exit)
3. With (Exit) - alternatywne nagranie [17:21]

- Wszystkie kompozycje Cecila Taylora

## Opis płyty
Album analogowy
- Producent - Alfred Lion
- Data nagrania - 6 października 1966
- Inżynier dźwięku - Rudy Van Gelder
- Studio - Van Gelder Studios w Englewood Cliffs w stanie New Jersey
- Tekst we wkładce - Nat Hentoff
- Długość - 37:30
- Fotografia na okładce i z sesji nagraniowej - Francis Wolff
- Projekt okładki - Reid Miles
- Data wydania - LP 1966
- Numer katalogowy LP - BLP 4260, BST 84260

Dysk  (CD)
- Producent - Michael Cuscuna
- Remastering - Rudy Van Gelder
- 24-bitowy transfer - Ron McMaster
- Tekst we wkładce - Bob Blumenthal (2003) i Nat Hentoff (oryginalny)
- Długość - 54:40
- Projekt okładki, zdjęcia - jak wyżej
- Kierownictwo artystyczne, projekt całości - Micaela Boland
- Nadzór kreatywy - Gordon P. Jee
- Firma nagraniowa - Blue Note
- Nr katalogowy omawianego wydania CD z serii RVG Edition -  90840 (2003)